# Кинг Даймънд
„Кинг Даймънд“ е хевиметъл група от Дания, създадена през 1985 г.
Първият им албум e Fatal Portrait, включващ китарните таланти на Andy LaRocque, който става най-дълго работилия с групата сътрудник.
През 1987 г. „Кинг Даймънд издават Abigail, считан за най-добрия им албум. Албумът разказва историята на къща от 18 век, наследена от млада двойка, която скоро открива тъмни тайни.
Той е последван от концептуален албум в 2 части – Them (1988) и Conspiracy – (1989).